# Verenahof

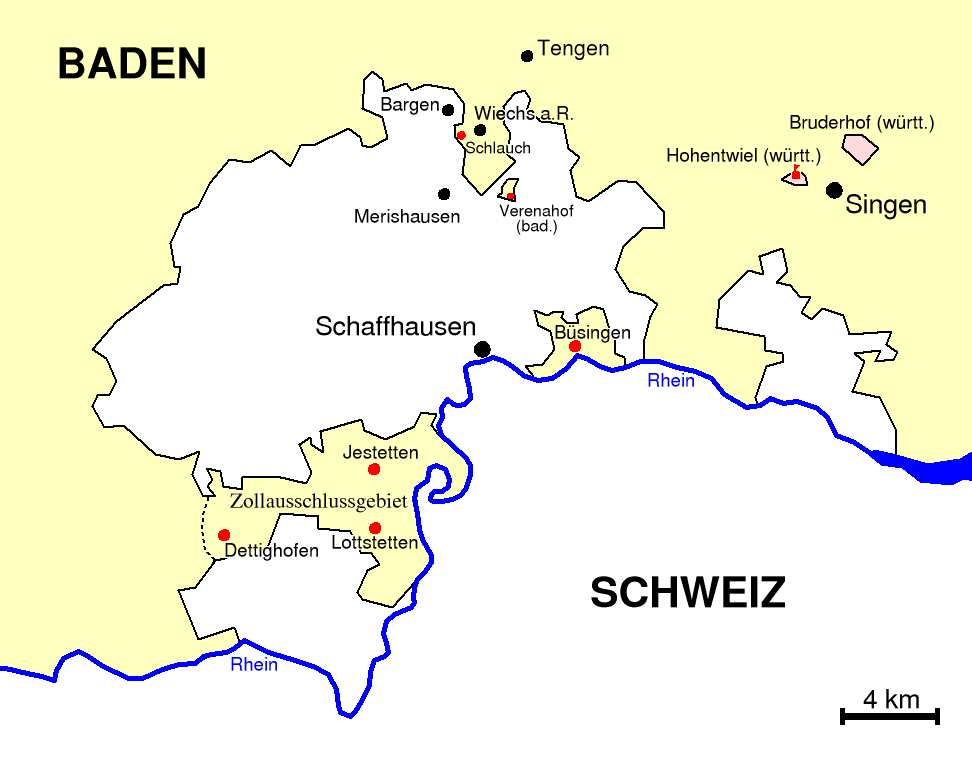
Der Verenahof ist in der oberen Mitte zu erkennen; damals gehörte er noch zu Baden

Der Verenahof (auch als Büttenharter Hof oder Verenahöfe bezeichnet) ist ein Teil der schweizerischen Gemeinde Büttenhardt. Es ist ein mit drei Wohngebäuden belegtes Gebiet, das bis 1967 eine Exklave der deutschen damaligen Gemeinde Wiechs am Randen war. Von dieser war sie durch einen 200 bis 300 Meter breiten Streifen Schweizer Territoriums getrennt. Zusammen mit Wiechs am Randen gehörte der Hof ursprünglich zur vorderen Grafschaft Tengen.

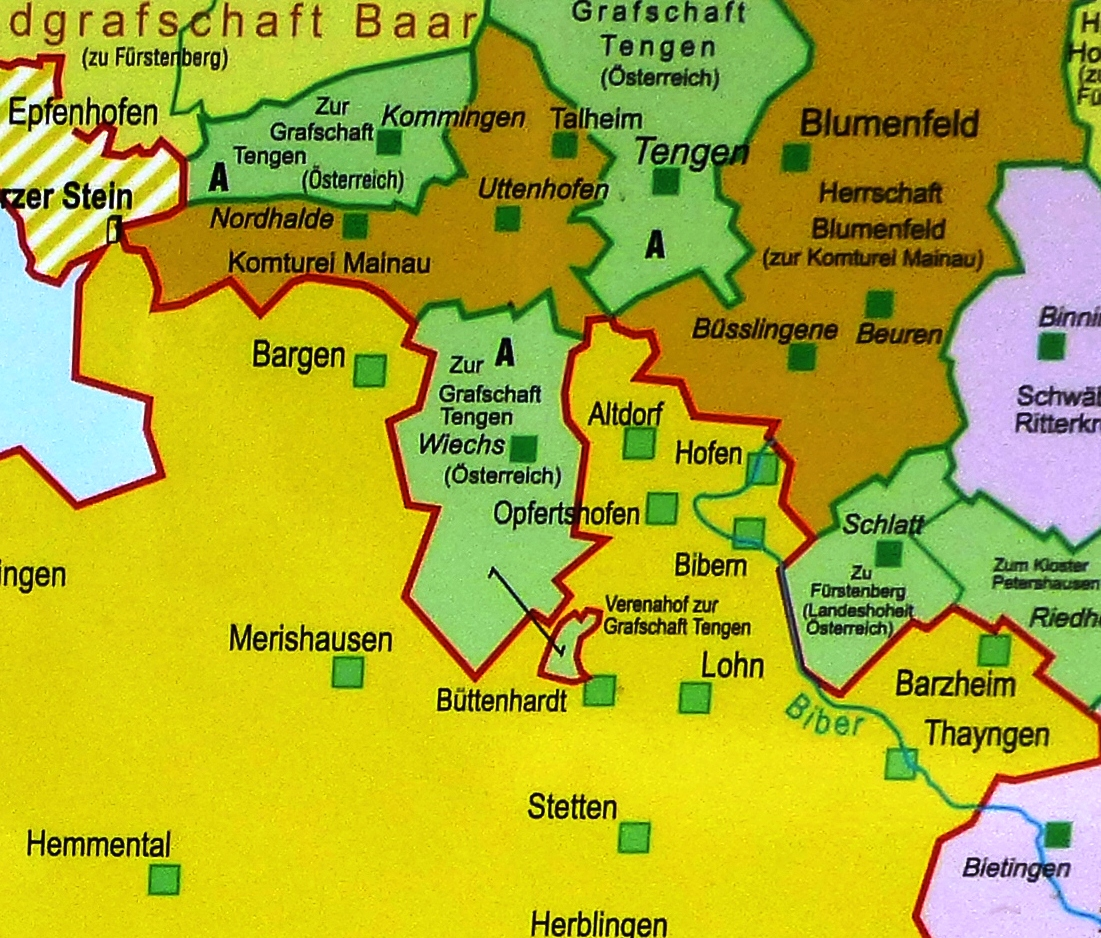
Karte von 1798, die am Schwarzen Stein in Bargen aufgestellt ist

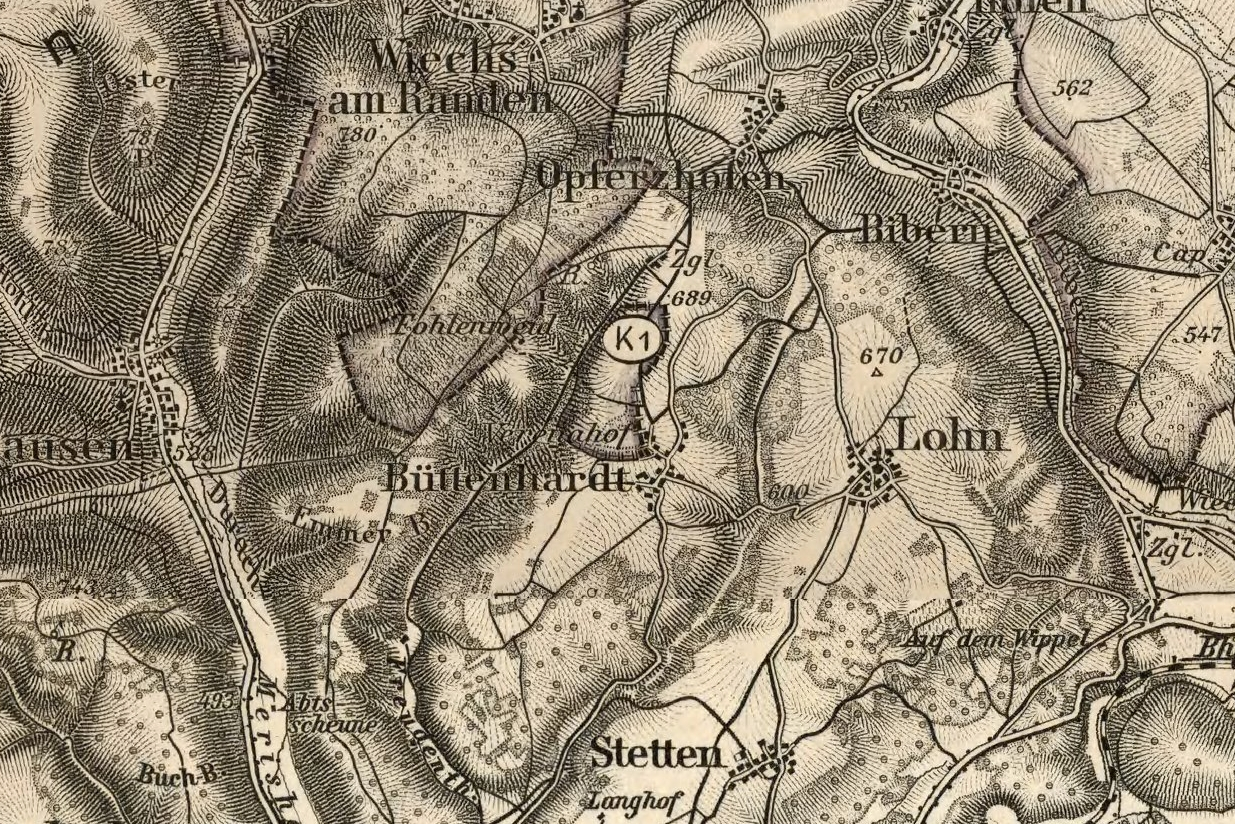
Karte des Deutschen Reiches von 1893

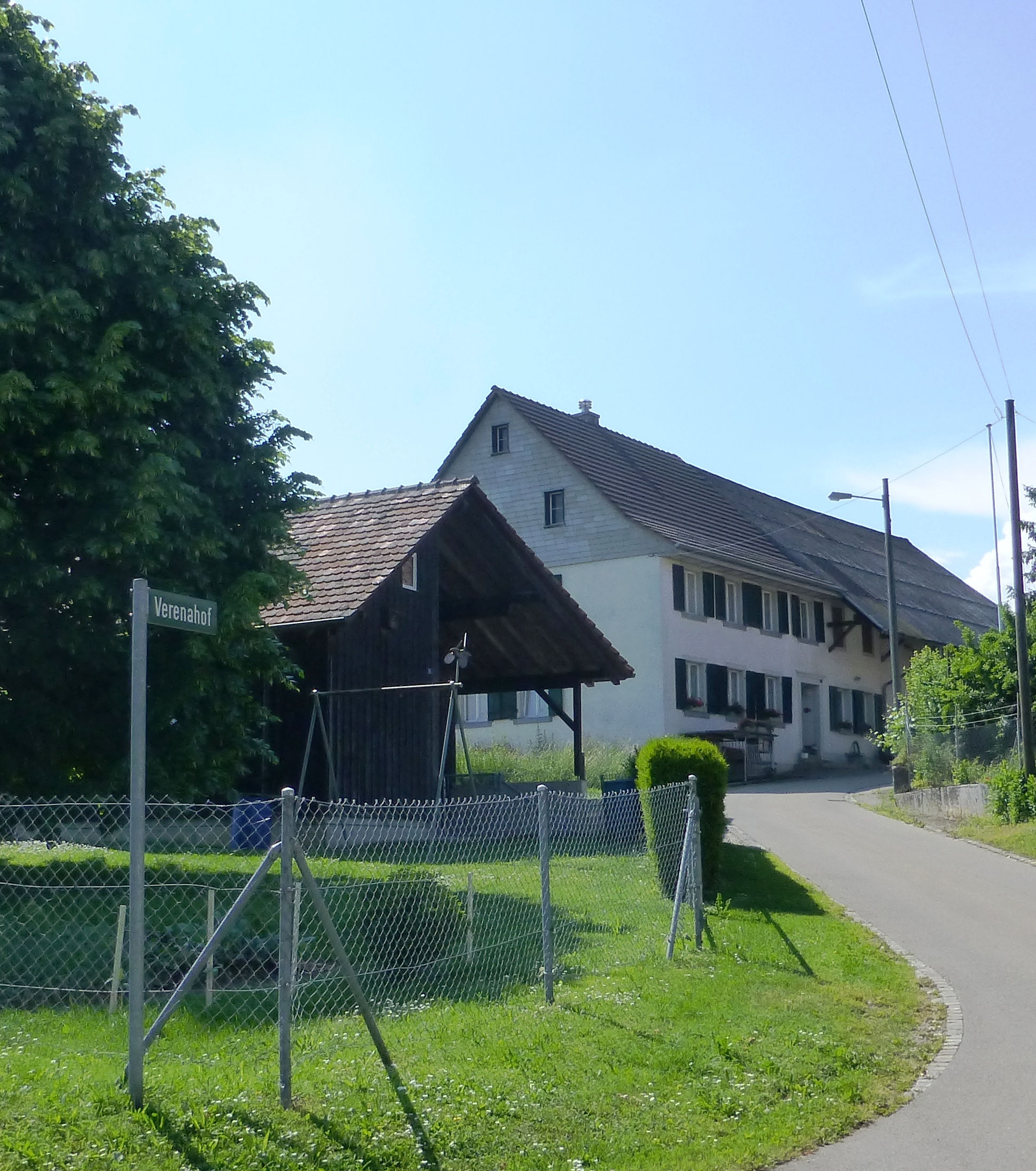
Heute ist Verenahof nur noch ein Straßenname.

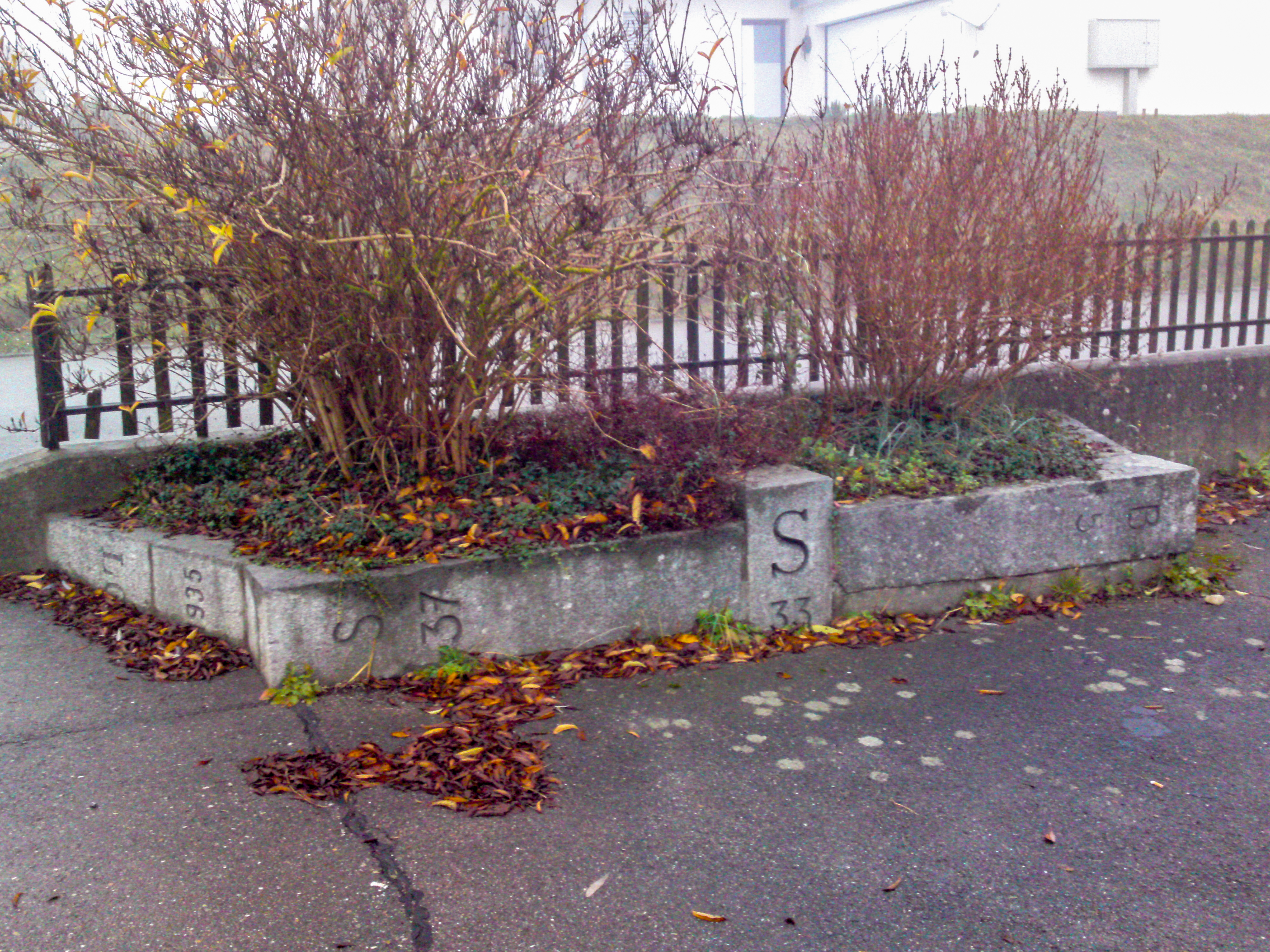
Ausgemusterte Grenzsteine vom Verenahof in Büttenhardt

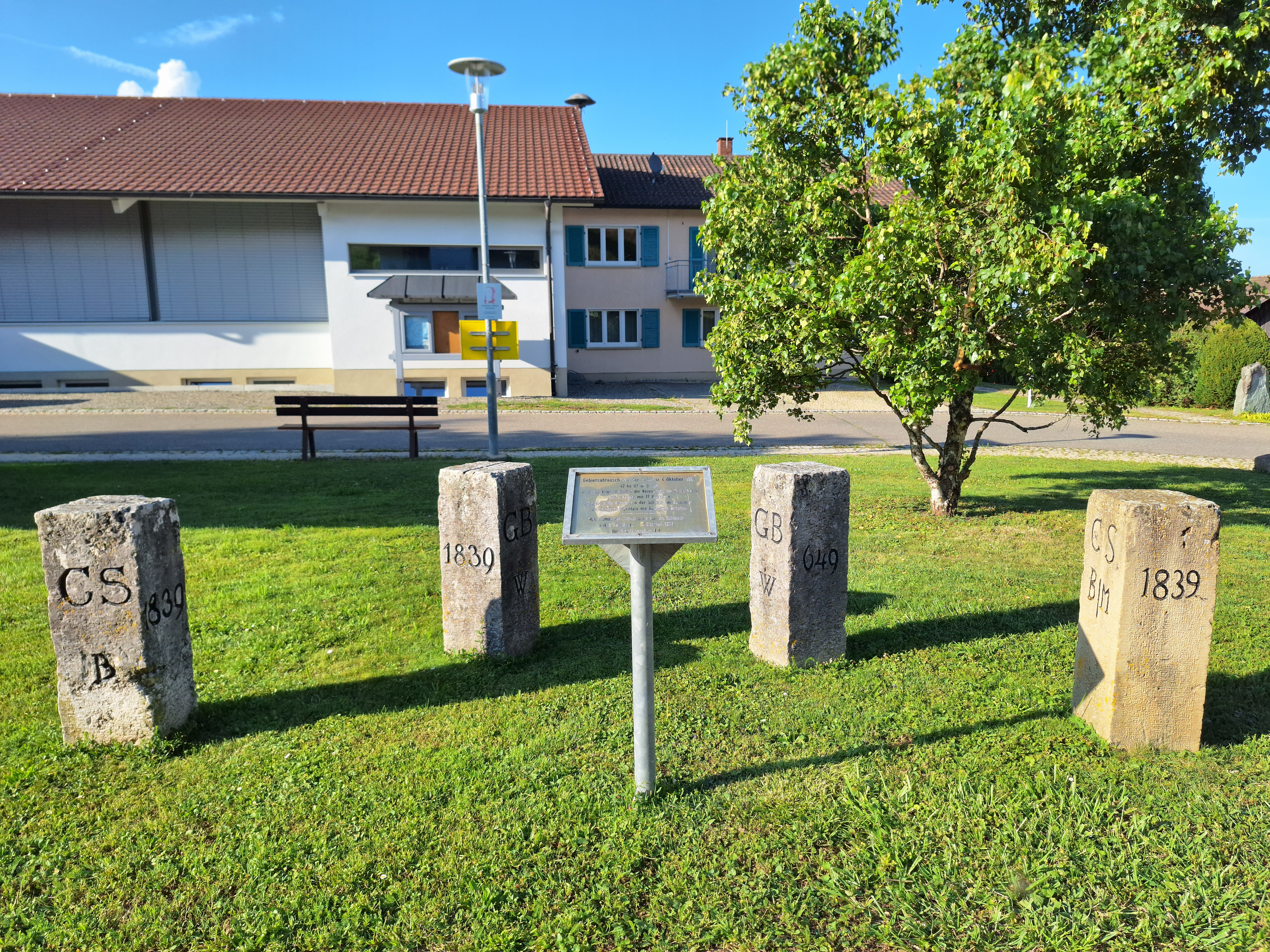
Ausgemusterte, durch Gebietstausch im Jahr 1967 überflüssig gewordene Grenzsteine von der ehemaligen „Hauptgrenze“ im Schlauch in Wiechs am Randen

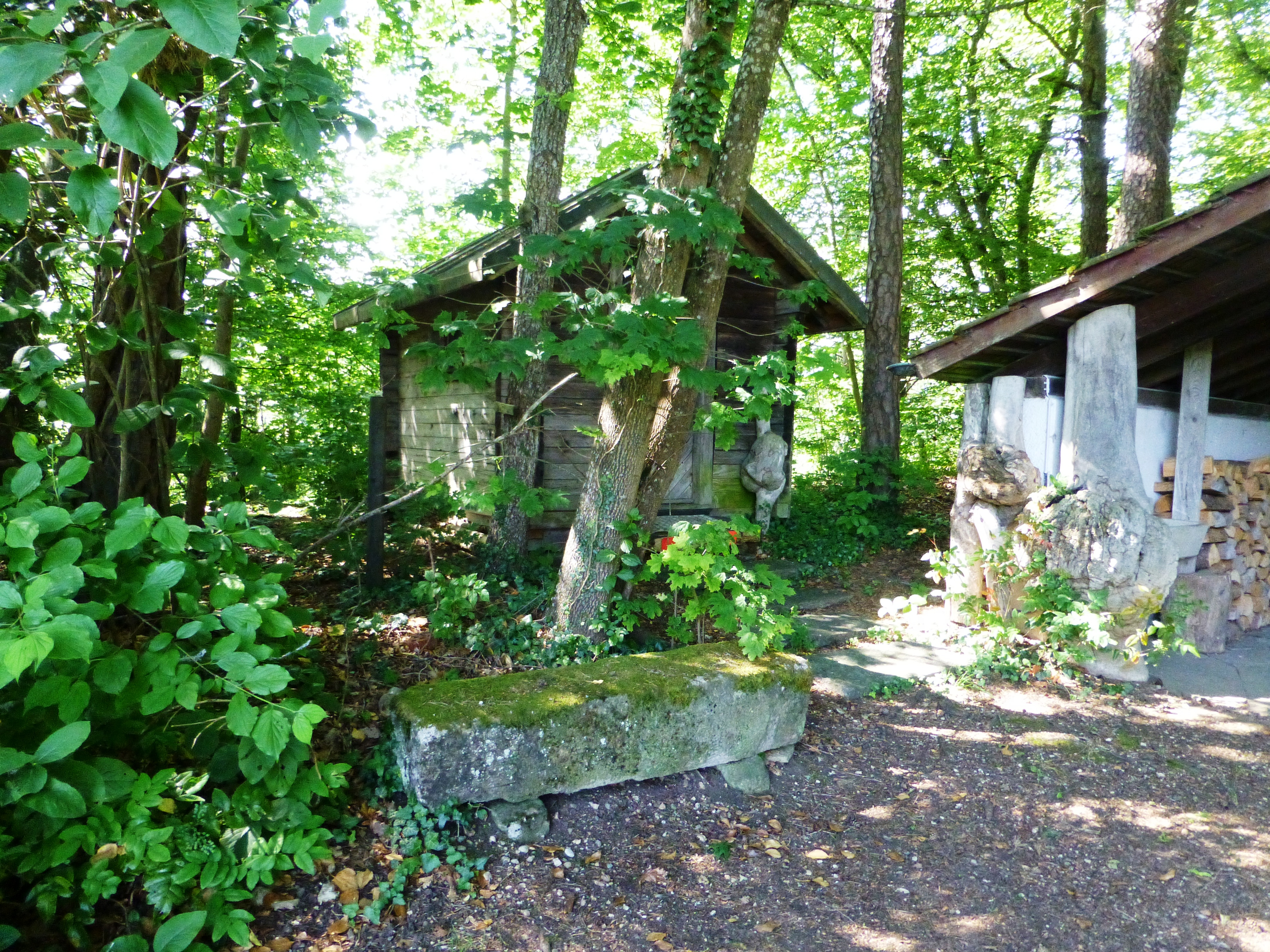
«Aufgebahrter» und stark bemooster ehemaliger Grenzstein an der Jägerhütte

## Geschichte
Im Jahr 1522 kauften Kaiser Karl V. und dessen Bruder Erzherzog Ferdinand von Österreich den Verenahof zusammen mit anderen Territorien im näheren Umkreis (Tengen, Kommingen, Wiechs am Randen u. a.) von Graf Christoph von Nellenburg-Tengen. Dieser wollte ausdrücklich diese Besitzungen nicht an Schaffhausen verkaufen, weil er sich von den Schaffhausern schlecht behandelt fühlte. Im 17. und 18. Jahrhundert gab es zwischen Tengen und dem Kanton Schaffhausen immer wieder Streit um die Zufahrtswege und die genaue Grenzziehung. Die Bewohner des Verenahofes waren zu dieser Zeit katholisch, die Einwohner von Büttenhardt jedoch protestantisch. An katholischen Feiertagen verweigerten die Hofbewohner des Verenahofes den Einwohnern von Büttenhardt das Durchfahrtsrecht.
Im Jahr 1806 wurde der Verenahof zur badischen Exklave innerhalb des Schweizer Kantons Schaffhausen. 1815 und 1839 scheiterten Schweizer Versuche, den Verenahof zu erlangen.
Ab dem Jahre 1829 gab es ein Schulhaus in Wiechs am Randen, das die Kinder aus Verenahof besuchten. Die Bewohner der Verenahöfe waren 1855 protestantisch wie ihre Büttenhardter Nachbarn, sie waren die kleine protestantische Minderheit innerhalb der ansonsten vollkommen katholischen Gemeinde Wiechs am Randen.
In den 1920er Jahren gab es Versuche, die Verenahöfe in die Schweiz zu integrieren, aber das badische Ministerium des Innern lehnte dies immer wieder ab. In den 1930er Jahren wurden zahlreiche Grenzsteine um die Exklave herum neu gesetzt. Dies geht aus den erhaltenen Grenzsteinen hervor, die man in Büttenhardt selbst und an der «Jägerhütte» findet. Sie weisen die Beschriftungen B (= Baden), LG (= Landesgrenze), S (= Schweiz) und die Jahreszahl 1935 auf. Die meisten Grenzsteine im weiteren Umkreis stammen hingegen noch von 1839. Am 30. April 1945 gelang es vier deutschen Offizieren, sich auf das Exklavengebiet zu begeben. Da die Polizeigewalt auf dem Territorium vertraglich jedoch der Schweiz zustand, wurden sie von dort verwiesen.
Durch einen 1964 geschlossenen Staatsvertrag zwischen Deutschland und der Schweiz, der am 4. Oktober 1967 in Kraft trat, gelangte das 43 Hektar große Gebiet des Verenahofs im Zuge eines Gebietsaustauschs an die Schweiz. In Wiechs am Randen stehen beim Rathaus einige Grenzsteine, die durch den Gebietstausch 1967 entlang der alten Hauptgrenze überflüssig geworden sind. In Büttenhardt werden beim Alten Schulhaus einige alte Grenzsteine aus den 1930er Jahren, die rund um die Exklave standen, als Andenken zur Umrahmung einer Buschbepflanzung verwendet.